# Mary Docter
Mary Angela Docter (* 11. Februar 1961 in Madison, Wisconsin) ist eine ehemalige US-amerikanische Eisschnellläuferin.
Docter war über mehr als zehn Jahre im Weltcup-Zirkus aktiv und nahm dabei an vier Olympischen Winterspielen teil. Erstmals international in Erscheinung trat sie 1979 bei der Mehrkampfweltmeisterschaft in Den Haag. Dort erreichte sie den 15. Platz. Ein Jahr später konnte sie sich für die Olympischen Winterspiele in Lake Placid qualifizieren. Dort erreichte sie über 1500 Meter den 12. Platz und über 3000 Meter Rang 6. Bei der kurz darauf stattfindenden Juniorenweltmeisterschaft wurde sie im Mehrkampf Vierte, nachdem sie das Rennen über 3000 Meter gewonnen hatte. Die Mehrkampf-WM 1981 und 1982 beendete Docter jeweils auf Rang 12. Bei der Weltmeisterschaft 1983 wurde sie disqualifiziert. Erfolgreicher verlief die Mehrkampf-WM 1984. Dort belegte sie im Kleinen Vierkampf den 10. Platz und wurde Dritte über 3000 Meter. Bei den Olympischen Winterspielen im gleichen Jahr in Sarajevo trat Docter über 1000 Meter, 1500 Meter und 3000 Meter an. Dabei erreichte sie die Plätze 24, 14 und 6. Daraufhin trat vom aktiven Sport zurück.
Im November 1987 machte Docter diese Entscheidung rückgängig und trat wieder bei internationalen Wettkämpfen an. Dabei qualifizierte sie sich direkt für die Olympischen Winterspiele 1988 in Calgary. Über 3000 Meter konnte sie dort den 19. Platz belegen, über 5000 Meter erreichte sie Rang 11. Bei der Mehrkampfweltmeisterschaft im darauf folgenden Jahr wurde sie erneut Viertplatzierte; die Sprint-WM beendete sie auf Rang 26. Ihre vierten Olympischen Winterspiele erlebte Docter 1992 in Albertville. Über 1500 Meter und 3000 Meter wurde sie jeweils 15., über 5000 Meter erreichte sie Platz 17. Bei der anschließenden Mehrkampfweltmeisterschaft belegte sie Rang 11. Nach dieser Saison trat Docter endgültig vom Wettkampfsport zurück.
Docter studierte an der University of Wisconsin. Ihre Schwester Sarah war ebenfalls als Eisschnellläuferin aktiv.

## Persönliche Bestzeiten
| Strecke | Zeit        | Datum            | Ort        |
| ------- | ----------- | ---------------- | ---------- |
| 500 m   | 42,79 s     | 29. Januar 1989  | Calgary    |
| 1000 m  | 1:23,10 min | 25. Februar 1989 | Heerenveen |
| 1500 m  | 2:06,56 min | 29. Januar 1989  | Calgary    |
| 3000 m  | 4:25,96 min | 28. Januar 1989  | Calgary    |
| 5000 m  | 7:37,00 min | 13. Februar 1988 | Calgary    |